# ベムラフェニブ
ベムラフェニブ（Vemurafenib）はB-Raf酵素阻害剤であり、根治不能な進行期悪性黒色腫の治療に用いられる。商品名ゼルボラフ。開発コードRG7204。

## 承認
ベムラフェニブはfragment-based lead discovery（FBLD）の手法で開発された最初の医薬品として、切除不能あるいは転移性メラノーマの治療に対して2011年8月にFDAに承認された。ベムラフェニブはその後カナダ保健省に2014年2月に承認され、同年同月、欧州委員会にBRAF-V600変異を有する切除不能または転移を有するメラノーマ成人患者への単剤治療に対して承認された。日本でも2014年12月、「BRAF遺伝子変異を有する根治切除不能な悪性黒色腫」に対して承認された。

## 作用機序
ベムラフェニブは悪性黒色腫細胞のアポトーシスを誘導する。ベムラフェニブはB-Raf遺伝子がV600E変異を有する場合にMAPK/ERKシグナル伝達経路上のB-Raf/MEK段階を阻害する。
ベムラフェニブはBRAF V600E変異（B-Raf蛋白質の600位のアミノ酸がバリンからグルタミン酸に変化している）を有する場合にのみ作用する。メラノーマの約60%にこの変異が存在する。またより稀なBRAF V600K変異に対しても有効である。これらの変異のないメラノーマ細胞はベムラフェニブによる阻害を受けず、逆に腫瘍の成長を加速させる。

### 抵抗性
ベムラフェニブに対する抵抗性（約40%に現れる）の機序について、下記の3つの事実が明らかになっている。
- 細胞表面に血小板由来増殖因子β受容体（PDGFRB）が過剰発現し、細胞生存のための別経路となる。
- 別の腫瘍遺伝子であるNRAS（英語版）変異が正常BRAF生存経路を再活性化させる[10]。
- 間質細胞から肝細胞増殖因子（HGF）が分泌される[11][12]。

## 臨床試験
最初の第I相臨床試験では、ベムラフェニブ（海外での開発コード：PLX4032）は進行メラノーマ患者16人の半数以上の患者で癌細胞が著明に縮小し、比較群に比べて生存期間中央値が6か月延長した。第2の第I相臨床試験はB-RafにV600E変異を有する患者を対象に実施され、約80%の患者で完全奏効または部分奏効したが、縮小効果は2か月から18か月しか継続しなかった。
2010年初め、固形癌に対する第I相臨床試験ならびに転移を有するメラノーマに対する第II相臨床試験が開始された。同時に転移を有する未治療のメラノーマに対する第III相臨床試験（ダカルバジンとの比較試験）が開始された。
2011年6月、第III相臨床試験（BRAF変異メラノーマを対象としたBRIM3試験）が成功したとの結果が公表された。2012年に良好な結果が追加されている。
さらにGDC-0973（マイトジェン活性化プロテインキナーゼキナーゼ（MAPKK）阻害薬）との併用試験等の臨床試験が企画されている。

### 副作用
最大耐用量 (MTD) は960mg×2回/日であり、皮膚障害の外科的切除が必要な症例があった。132人の患者が登録されたBRIM2試験で多く見られた副作用は関節痛 (58%) 、発赤 (52%) 、光線過敏症 (52%) であった。副作用管理のために投与量の調節が必要となった患者は45%であったが、1日投与量の中央値はMTDの91% に相当する1,750mg（1日量）であった。
添付文書に記載されている重大な副作用は、
- 皮膚有棘細胞癌 (18.7%) 、ケラトアカントーマ (10.6%) 、ボーエン病 (0.6%) 、扁平上皮癌（皮膚以外）、原発性悪性黒色腫 (1.1%) などの二次発癌、
- アナフィラキシー、過敏症 (0.9%) 、皮膚粘膜眼症候群 (0.3%) 、中毒性表皮壊死融解症（Toxic Epidermal Necrolysis、略称:TEN）、多形紅斑 (0.3%) 、紅皮症（剥脱性皮膚炎など）(0.9%) 、薬剤性過敏症症候群、
- QT間隔延長 (2.0%) 、肝不全、肝機能障害 (2.0%) 、黄疸

である（頻度未記載は頻度不明）。